# الأرمن في الكويت
الأرمن في الكويت هم الأشخاص من دولة أرمينيا المُغتربين في الكويت، بلغ تعدادهم عام 2013 قرابة 6 آلاف شخص، قبل الغزو العراقي للكويت بلغ تعداد الأرمن في الكويت ذروتها، حيث وصل التعداد إلى 12 ألف شخص، ولكن بعد الغزو تقلص العدد بشكلٍ كبير.

## التاريخ
كان الوجود الأول للأرمن في الكويت في فترة ما بين نهاية القرن التاسع عشر وبداية القرن العشرين حيث لم يتجاوز عددهم في ذلك الوقت 40 شخصاً فقط، إلا أن التواجد الحقيقي للأرمن في الكويت كان في منتصف القرن العشرين حيث استقر الأرمن في الكويت منذ الخمسينات وزاد عددهم بعد الاستقلال مباشرةً حتى أصبح لهم كنسية ومدرسة منذ أواخر الستينات من القرن العشرين.